# Túmulo vazio

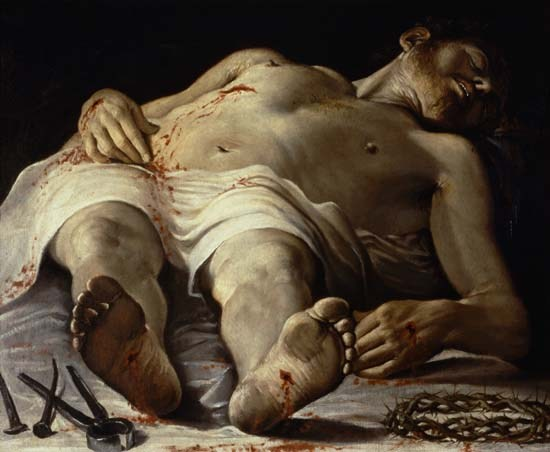
Cristo morto.
Séc. XVI. Por Annibale Carracci, atualmente na Staatsgalerie Stuttgart, na Alemanha.

A expressão túmulo vazio geralmente se refere ao túmulo de Jesus, que foi encontrado vazio pelas mulheres presentes à crucificação. Elas estavam indo ao túmulo para ungir o seu corpo com especiarias, algo que tradicionalmente deveria ter sido feito pelos discípulos de Jesus. Porém, Marcos retrata as seguidoras de Jesus consistentemente demonstrando mais fé e coragem que os homens durante a Paixão.
Os evangelhos canônicos retratam o incidente com pequenas variações entre si. O corpo de Cristo teria sido depositado no túmulo após a deposição da cruz, é encontrado vazio e sem o corpo e um jovem ou anjo ali reporta às mulheres que Cristo teria ressuscitado. Estes relatos são a origem da crença na ressurreição de Jesus, implicitamente no evangelho de Marcos e explicitamente nos outros três.
O relato aparece em Marcos 16:1–8, Mateus 28:1–10, Lucas 24:1–8 e João 20:1–13.

## Concordâncias e divergências entre os evangelhos

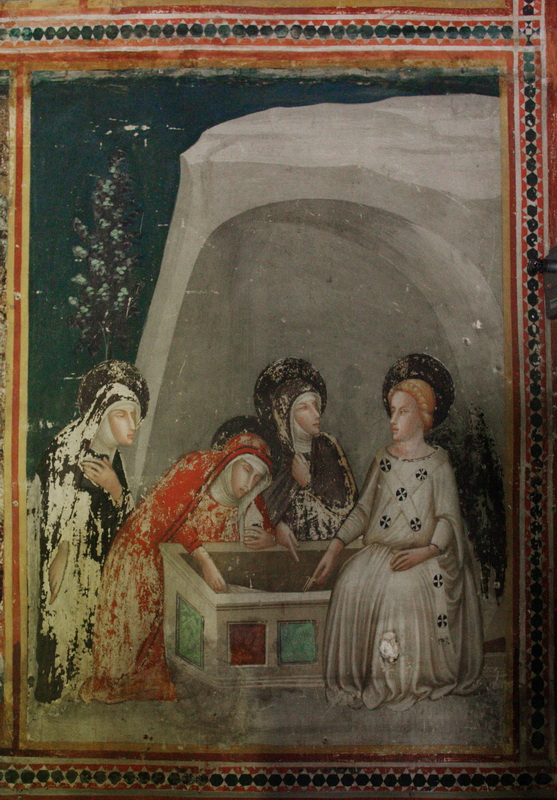
Três Marias e o anjo.
1346. Por Ferrer Bassa, atualmente no Monastério de Pedralbes, Barcelona.

Os quatro evangelhos concordam na ênfase dada à data do evento (o primeiro dia da semana) e no fato de quem encontrou o túmulo vazio foram as mulheres (com proeminência para "Maria"). Além disso, todos destacam a grande pedra que selara a entrada do túmulo. Porém, eles parecem discordar no horário da visita das mulheres, no número e na identidade delas, além do propósito da visita, da natureza do mensageiro (anjo ou homem), a mensagem que ele deu e a resposta das mulheres.
O relato em João 19:39–42 trata da intervenção de alguns influentes seguidores de Jesus - como Nicodemos e José de Arimateia - que teriam retirado o corpo de Jesus da cruz e o depositado no túmulo. Este relato é marcado por um senso de urgência para que todos os preparativos estivessem prontos antes do sabbath, durante o qual nenhum trabalho deveria ser realizado de acordo com os costumes judaicos. O túmulo já estava preparado e era destinado a José de Arimateia.
De acordo com o Evangelho de Mateus, os judeus, sabendo da alegação feita por Jesus de que ressuscitaria, colocaram guardas na porta do túmulo (em Mateus 27:62–66).

## As visitantes
Os quatro evangelhos canônicos concordam que "Maria" visitou o túmulo de Jesus, mas diferem entre si a respeito de qual Maria seria esta e se ela estaria ou não sozinha.
De acordo com o evangelho de João, "Maria" era Maria Madalena, embora o Codex Sinaiticus traga apenas o nome "Maria". Nenhuma outra mulher é mencionada explicitamente, embora ela se utilize, ao afirmar não saber onde estaria o corpo de Jesus, o plural, o que pode indicar que ela estaria acompanhada. 
No evangelho de Marcos, tanto Maria Madalena quanto Maria, mãe de Tiago são mencionadas, juntamente com Maria Salomé.
Já o evangelho de Lucas relata que "as mulheres da Galileia" visitaram a tumba e que Maria Madalena, Maria, mãe de Tiago, "Joana" e as "outras mulheres da Galileia" contaram posteriormente aos discípulos o que acontecera durante a visita ao túmulo vazio.
Em Mateus, Maria Madalena aparece com outra Maria, supostamente a mãe de Tiago.
Quando as mulheres retornam do cemitério após a devoção da Páscoa, elas trouxeram notícias sobre o túmulo vazio e reportaram que "Ele não está lá e ressuscitou!". Os apóstolos ficaram incrédulos, com alguns estudiosos atribuindo a falta de entusiasmo ao fato de a mensagem ter chegado através de mulheres. Flávio Josefo escreveu que a tradição judaica afirmava: "Não permita que evidências sejam aceitas através das mulheres por causa de sua leviandade e da temeridade de seu sexo.". O teólogo Thomas G. Long propôs ainda duas outras possibilidades além desta:
- Talvez a notícia do túmulo vazio, da ressurreição e da vitória de Jesus sobre a morte tenha sido simplesmente demais para eles, algo muito difícil de assimilar de uma vez só.
- Talvez a ansiedade sobre o desafio que se seguiria foi demais naquele momento. O relato de Lucas muda o tratamento dos apóstolos de "os onze" para "os apóstolos" ("os enviados"). O teólogo afirma que eles sabiam que seriam enviados para Jerusalém, Judeia, Samaria e para os confins da Terra. Que haveria prisões e naufrágios, reforços do Espírito Santo, perseguições e gentios, apedrejamentos e quilômetros de cansativas viagens. Se as mulheres estivessem certas - Jesus ressuscitara dos mortos - então a história estaria apenas começando para os apóstolos[4].

## O horário

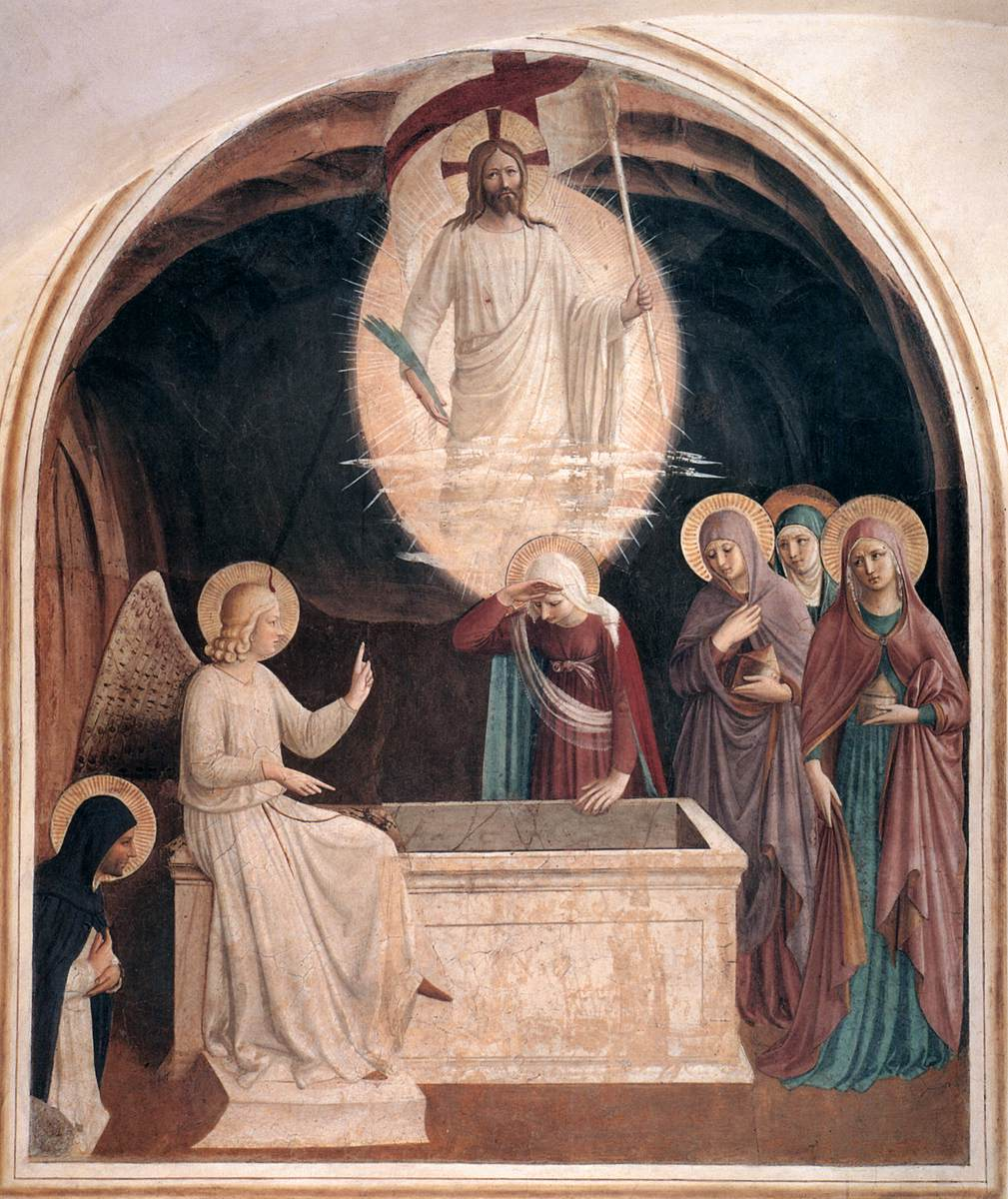
As mulheres no túmulo.
1440-42. Por Fra Angelico, atualmente no Convento di San Marco, em Florença.

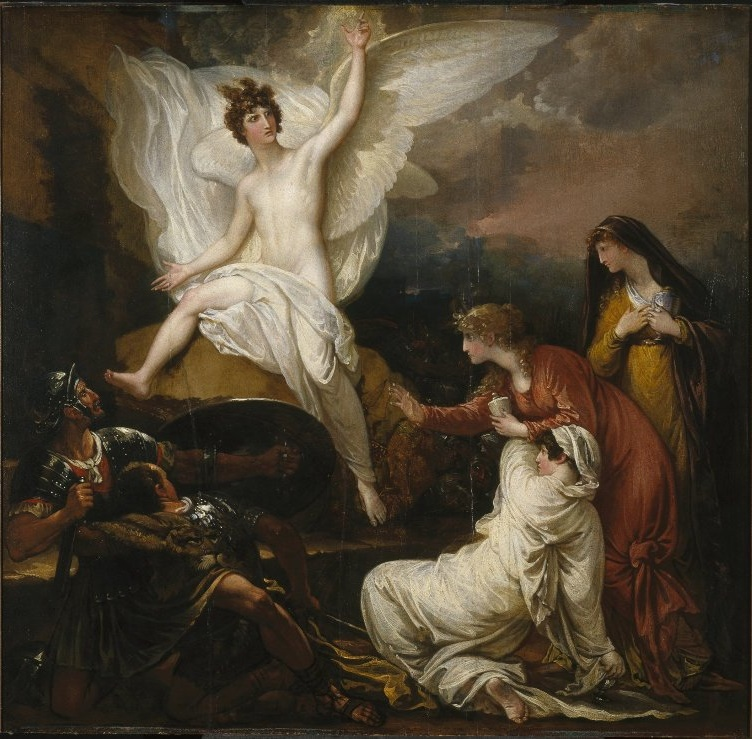
As mulheres no túmulo.
1805. Por Benjamin West, atualmente no Brooklyn Museum, em Nova Iorque.

De acordo com João, a visita se deu no "primeiro dia da semana" (Domingo, o dia seguinte ao sabbath), ainda à noite. De acordo com Marcos e Lucas, já havia amanhecido. Alfred Loisy acredita que a forma original do texto de João neste trecho era similar ao que aparece no Codex Sinaiticus e tinha a intenção de realçar a Virgem Maria como única visitante. Porém, os copistas posteriores substituíram "Maria" por "Maria Madalena" para que João se conformasse com o relato dado nos demais evangelhos. Uma tentativa de resolver a discrepância preservando o conceito da infalibilidade dos evangelhos afirma que "Maria" teria feito duas diferentes visitas ao túmulo vazio, a primeira quando ainda estava escuro e sozinha e a segunda, ao amanhecer com um grupo de mulheres, inclusive as "outras Marias".
Marcos e Lucas explicam que as mulheres pretendiam continuar os rituais judaicos de sepultamento. Mateus afirma apenas que elas vieram "ver" o túmulo. João nada menciona sobre rituais e o apócrifo Evangelho de Pedro alega que elas vieram lamentar a morte de Jesus. O rabino Bar Kappara era da opinião (preservada no Midrash Rabbah) de que o terceiro dia seria o principal dia de lamentação naquela época.

## Resolvendo as diferenças
A resolução das diferenças é uma questão ligada ao chamado problema sinótico. A teoria mais aceita, da chamada prioridade de Marcos, sugere que a história original seria a de que teria havido um misterioso homem vestido de branco no túmulo. Em Mateus, ele se tornou um anjo e, em Lucas, escrito para um público gentio, ele se tornou dois homens com características angélicas. No evangelho de João, esta parte do relato não aparece. A maioria dos cristãos e acadêmicos - antes da descoberta do Evangelho Secreto de Marcos - tendiam a acreditar que a figura era um anjo. 
Wetstein propôs uma tese ligando o par de anjos com o par de criminosos que ladearam Jesus na crucificação. Raymond Brown argumentou que o texto em João 20 foi compilado a partir de duas fontes separadas, mescladas de forma amadora por João. Na narrativa de João, o trecho entre Maria descobrindo que o túmulo está aberto e a sua visão dos anjos ali é considerado como estando fora de lugar: parece ilógico que Maria não tenha olhado dentro do túmulo da primeira vez e a sua presença no túmulo quando ela testemunha os anjos parece algo abrupta, principalmente por que a narrativa a havia mencionado como estando a alguma distância antes.
Os acadêmicos L. Michael White e Helmut Koester vêm o relato sobre os guardas em Mateus como uma inserção apologética, uma tentativa do autor de explicar a alegação judaica de que os discípulos teriam roubado o corpo, que circulava na época. Os guardas e a alegação do corpo roubado não são mencionados nos demais evangelhos. O apócrifo Evangelho de Pedro, por sua vez, é mais detalhista, especificando inclusive o nome do centurião ("Petronius") que teria ficado ali guardando o túmulo.

## O túmulo
Em João, os anjos são descritos como estando sentados no local onde estava o corpo de Jesus. F. F. Bruce argumenta que os anjos, como seres sobrenaturais, estariam sentados no ar e não em alguma saliência ou plataforma. João também descreve os anjos como "sentados", um deles no local onde estava a cabeça de Jesus e o outro, onde estavam os seus pés. 
João retrata Maria como se inclinando para ver o túmulo. De acordo com a arqueologia moderna, os túmulos da época eram acessados através de portas no nível térreo, que geralmente tinham não mais de um metro de altura, algo que confere com a descrição evangélica. Estes túmulos geralmente tinham uma câmara para cada indivíduo ou uma passagem com diversas entradas para diversas câmaras. Maria foi capaz de ver o túmulo de Jesus olhando de fora, o que sugere o primeiro tipo, considerado como a visão tradicional.

## A mortalha
De acordo com Lucas e João, os discípulos viram as mortalhas no túmulo. Lucas afirma que tiras de linho "ali ficaram" (em grego:  keimena mona). João afirma que os panos estavam "num lugar a parte". As duas descrições podem ou não significar a mesma coisa. Brown argumentou que João se utilizou de uma frase que de fato descreve o linho como estando numa prateleira no túmulo. De acordo com Lucas, Jesus teria sido embrulhado por um sudário e esta se tornou então a visão tradicional. O que se fez das mortalhas após os discípulos terem descoberto o túmulo vazio não está descrito na Bíblia, embora algumas obras entre os apócrifos do Novo Testamento façam menção a elas. A Santa Tradição relata que o sudário teria sido levado para Turim, onde ficou conhecido como Santo Sudário.
João adicionalmente descreve a presença de um soudarion, para a cabeça, como algo separado. Um soudarion é, literalmente, um "lenço para suor". Mais especificamente, um pedaço de pano utilizado para limpar o suor, mas que, no contexto de cadáveres, a maioria dos acadêmicos acreditam que seria um pano para manter a mandíbula fechada. A tradição defende que o sudarion era um turbante e que teria posteriormente sido levado para Oviedo, na Espanha, se tornando o famos Sudário de Oviedo. Embora ele possa inicialmente parecer insignificante, o fato de que o item para a cabeça tenha sido tratado de forma diferente de fato afeta fundamentalmente a cristologia. Se o pano para a cabeça estava no mesmo lugar que o resto das mortalhas, no lugar onde o corpo estava, isso implica que o corpo de Jesus foi elevado "através" das roupagens ou que o corpo dele se desmaterializou e se rematerializou em outro lugar, apoiando assim as interpretações mais docéticas. Ao invés disso, ao estar "separado", implica-se o inverso. Alguém teria retirado as roupagens da maneira tradicional. Além disso, o texto grego se utiliza da palavra entetuligmenon ("tendo sido dobrado"), o que implica numa ação intencional sobre o soudarion. 

## Contexto cultural e outros paralelos
Para muitas pessoas durante a antiguidade, um túmulo vazio não era sinal de ressurreição, mas de assunção, ou seja, a pessoa ser levada, de corpo e alma, ao reino divino. Na antiga novela grega de Cáriton Callirhoe, Chaereas descobre o túmulo vazio de sua esposa e "E todo tipo de explicação foi oferecido pelo povo, Chaereas, olhando para o céu e elevando suas mãos disse 'Qual dos deuses se tornou meu rival e levou embora Callirhoe e agora a tem ao invés de mim, contra a sua vontade, mas levada a um futuro melhor?'". No pensamento grego antigo, a conexão entre a desaparição post mortem e a apotheosis era forte e há diversos exemplos de indivíduos conspirando, antes da morte, para ter seus restos escondidos para que cultos surjam em seus nomes. Arrian escreveu, sobre Alexandre, o Grande, que ele, planejando o desaparecimento de seu corpo, fosse reverenciado como um deus. O desaparecimento de indivíduos levados para o reino dos céus também ocorre na literatura judaica, embora não haja menção a túmulos vazios. Smith recentemente propôs que as histórias sobre túmulos vazios nos evangelhos refletem tradições sobre a ausência de Jesus (ou sua assunção), em contraste com as histórias sobre suas aparições, que tratam da presença de Jesus. Ele conclui que os escritores evangélicos beberam em ambas as tradições e as juntaram.